# تیراندازی ۲۰۱۹ ال پاسو
تیراندازی ۲۰۱۹ ال پاسو (انگلیسی: 2019 El Paso shooting) در صبح جمعه ۳ اوت، حدود ساعت ۱۰:۴۰ دقیقه به وقت محلی (۱۶:۴۰ UTC) در یک فروشگاه وال‌مارت در ال پاسو، تگزاس، ایالات متحده صورت گرفت. ۲۰ نفر کشته و دست‌کم ۲۶ نفر زخمی شدند، این تیراندازی تا کنون مرگبارترین حادثه سال ۲۰۱۹ به‌شمار می‌آید. یک فرد مسلح به ارتکاب تیراندازی اندکی پس از این حادثه توسط پلیس دستگیر شد. تحقیقات انجام شده تا کنون اف‌بی‌آی نشان می‌دهد که تیراندازی ممکن است یک انتقام تلافی‌جویانه یا یک عمل تروریسم داخلی باشد. هنوز هیچ اتهامی مشخص نشده‌است.